# منگل (سوادکوه)
منگل، روستایی است از توابع بخش نارنجستان شهرستان سوادکوه شمالی در استان مازندران ایران.

## جمعیت
این روستا در دهستان هتکه قرار دارد و براساس سرشماری مرکز آمار ایران در سال ۱۳۸۵، جمعیت آن ۲۱۵ نفر (۶۳خانوار) بوده‌است. مردم این روستا به زبان طبری گویش میکنند.